# Бібліотека Івана Франка
Бібліотека Івана Франка — особиста бібліотека українського письменника, поета, публіциста, громадського і політичного діяча, що зберігається в Інституті літератури ім. Т. Г. Шевченка НАН України. Уся бібліотека станом на серпень 1944 р. налічувала 7920 томів, зокрема 410 стародруків. Якщо ж рахувати окремо видання, які були об'єднані у конволюти, то кількість книжок була набагато більшою і сягала 12 тисяч.

## Історія формування
Формування колекції почалося під час навчання Івана Франка у гімназії. На час її закінчення було приблизно 500 томів творів українських і зарубіжних письменників. Гроші на купівлю книжок Франко діставав, займаючись репетиторством. Крім того, отримував книжки як подяку за виконання письмових завдань з літератури інших учнів. Пізніше важливим джерелом поповнення Франкової бібліотеки стали букіністичні книгарні, книгарні міст, у яких він подорожував. Франко також уважно стежив за літературою з потрібних йому галузей знання, що видавалася за кордоном. Листуючись із багатьма ученими різних національностей, він часто просив сповістити його про літературні новинки, надіслати каталоги антикварних крамниць .
Попри матеріальні нестатки його бібліотека зростала. Збагачення бібліотеки письменника нерозривно пов'язане зі сторінками його біографії, невіддільне від процесу творчої праці. Також Франко знаходив час і для впорядкування бібліотеки — постійно дбав про її найкраще збереження, оправляв книжки, займався інвентаризацією.

## Заповідання та переміщення
Іван Франко заповідав свою бібліотеку та архів Науковому товариству ім. Шевченка у Львові.
1950 р. архів і бібліотеку І. Франка за розпорядженням ЦК КП(б)У передано Відділові рукописів Інституту української літератури ім. Т. Г. Шевченка АН УРСР і перевезено до Києва.

## Склад колекції та збереженість

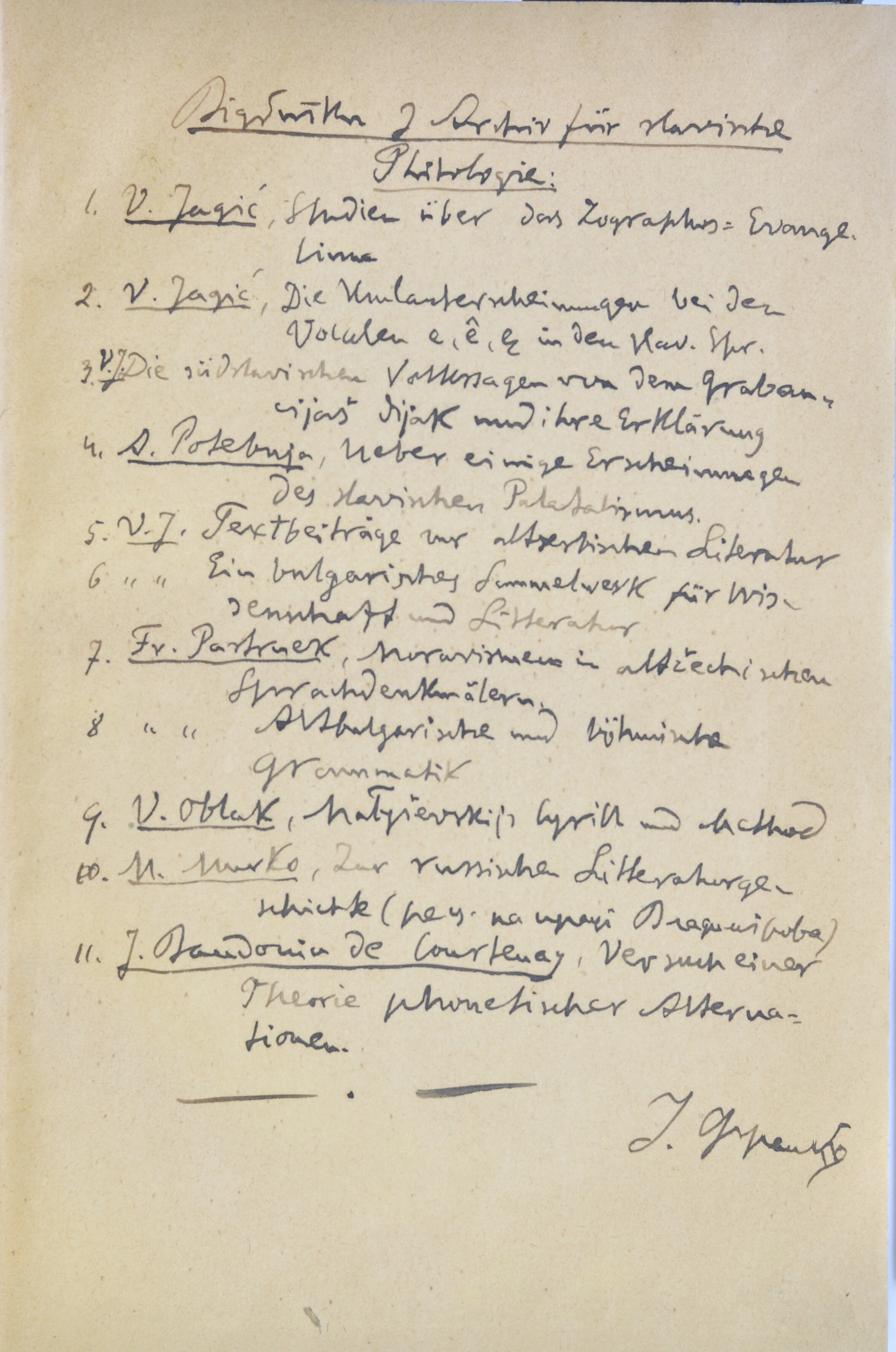
Автограф І. Франка та написаний ним зміст видання з бібліотеки

У бібліотеці Франка — література багатьма мовами: українською, польською, німецькою, російською, англійською, арабською, білоруською, болгарською, грецькою, івритом, іспанською, італійською, латиною, румунською, сербською, словацькою, словенською, угорською, французькою, хорватською, церковнослов'янською, чеською тощо. Хронологічно зібрання охоплює чотири століття — від початку XVI до початку ХХ ст. Найповніше у цій бібліотеці, за підрахунками Т. Франка, представлено літературознавство (приблизно 1300 томів), книжки з історії — близько 1200, фольклору та етнографії — понад 700, багато видань із соціології та політичної філософії, а також література з природознавства, медицини, лінгвістики, мистецтвознавства, техніки, військової справи, педагогіки, криміналістики, економіки, статистики, багатотомні енциклопедичні видання.
Серед раритетних видань є, наприклад, збірка апокрифів Іоганна Фабріціуса «Codex pseudepigraphus Veteris Testamenti» (Гамбург, 1732), «Codex apocriphus Novi Testamenti» (Гамбург, 1703—1719), книга Курція Руфа «Про діяння Олександра, царя Македонського» 1670 року, Авла Геллія «Аттічні ночі», Амстердам, 1651 року та інші .

## Каталог
В архіві Франка зберігаються три інвентарні книги його особистої бібліотеки, які заповнював він сам. Заведено їх у різні роки. У першій видання не сягають далі 1880 р. Дві інші інвентарні книги укладено в 1880—1908 рр. і пов'язано між собою. Нумерація видань в обох каталогах збігається. З 1908 р., страждаючи на ревматоїдний артрит, Франко самостійно писати вже не міг — каталогізувати книжки продовжували сини Андрій і Тарас, особисті секретарі, а також знайомі (Ася Шехович та ін.). Закінчено каталог № 6035.
У 2010 році Інститут літератури ім. Т. Г. Шевченка НАН України видав перший том (із запланованого чотиритомника) наукового опису бібліотеки І. Франка.
У першому томі «Бібліотеки Івана Франка» описано 1200 томів. Це — 2373 назви видань, з яких 110 у бібліотеці нині відсутні (інформацію про них узято з каталогу «Спис книжок бібліотеки І. Ф[ранка] після томів», який уклав сам письменник, довівши його до 1982 тому). Проте кількість описаних примірників є ще більшою, бо каталогізовано кожний номер газети, журналу (деякі числа, після зіставлення наявних примірників зі Списом…, виявилися також відсутні) і тому багатотомних видань, які входять до конволютів .
У 2015 році вийшов другий том наукового каталогу, до якого ввійшли бібліографічні описи примірників книжок № 1201—2600, розміщені в тій послідовності, яка була в його особистій збірці.
В описах вказано особливості примірників, власницькі записи, в тому числі й самого І. Франка, його помітки, позначки та підкреслення, власницькі оправи його збірки, відмічено стан збереження книжок та їх повноту. Видання проілюстровано зображеннями книг.